# Értékréses logika
Értékréses logikán olyan logikai rendszert értünk, ami lemond arról az igényéről, hogy minden állításnak legyen jól meghatározott igazságértéke. Ezáltal kezelhetővé válik a hazug paradoxona is.
Ehhez látszólag egy új igazságértéket vezet be, ami valójában az igazságérték hiányát jelzi. Ezt nevezik értékrésnek. Több forrásból is eredhet. Az értékrés tovább öröklődik a logikai műveleteken, a kvantorokon és (az értékréses modális logikában) a modális operátorokon át.

## Alapfogalmak
- Individuum: mindazoknak a dolgoknak a halmaza, amikről csak szó lehet
- Funktor: olyan értelmes kifejezés, ami nem individuumnév és nem mondat. Nyitott kifejezés, amibe be lehet helyettesíteni.
  - Predikátum: olyan funktor, ami nevekből mondatot képez.
  - Mondatfunktor: mondatokból összetett mondatokat képez
  - Névfunktor: nevekből összetett neveket képez
- Deskripció: határozott individuumleírás
- Deskriptor: operátor, ami nyílt formulából nevet képez

## Motiváció
Az individuumleírások (deskripciók) olyan kifejezések, melyek egy individuumot („alanyt”) egy kizárólag rá érvényes tulajdonsággal neveznek meg. A deskripciók két jelentősen különböző fajtája a határozott és a határozatlan individuumleírások.
Például: 'A Waverley szerzője' egy határozott individuumleírás, mert egyetlen individuumra utal, míg a 'A Principa Mathematica írója' határozatlan, mert Russell mellett szerzőtársára is utalhat.
A klasszikus logikában a határozatlan deskripciók – különösen, amelyek esetében nincs vagy nem dönthető el, hogy van-e olyan tárgy, amit megneveznek – gondot okoznak. Híres példa a „francia király” individuumleírás, amelynek van jelentése (bárki számára érthető), de nincs jelölete. Egy ilyen nevet mondatba foglalva: „A francia király kopasz”, számos nyelvfilozófus szerint olyan mondatokat kapunk, melyeket nem lehet kiértékelni – mások szerint az ilyen mondatot hamisnak kell kiértékelni. Ugyanúgy gondot jelentenek a többjelöletű deskripciók is, hiszen lehetséges olyan mondatokat találni, mely a benne szereplő individuumnév egyik jelöletére hamis, a másikra igaz. Pl. „A Principia Mathematica szerzőjének keresztneve Alfred” mondat igaz Whiteheadre, de hamis Russellre.
A kényelmetlen vita kényelmes, bár nem az egyedül lehetséges megoldásaként kínálkozik a deskripciók kiküszöbölése a formális nyelvekből. Ha viszont ezeket a leírásokat jól formált (nem kiküszöbölendő) terminusokként szeretnénk használni, akkor fel kell adnunk azt az elvet, hogy minden állításnak van igazságértéke. Ezáltal megjelenik az értékrés a logikában.

## Elsőrendű értékréses logika felépítése
Egy értékréses logika felépítéséhez egy adott logikai rendszerhez hozzávesszük a következőket:
- Új logikai konstansok: deskriptor (I), és igaz, hogy funktor (+)
- Ha A formula, akkor +A is formula
- Ha A formula, és x változó, akkor Ix(A) terminus
- Speciális objektumok az értékrés jelzésére: a nullentitás, ami a deskripciók esetleges jelölethiányt jelzi, és egy új jel, ami az igazságérték hiányát jelzi.

### Centrális szemantikai fogalmak
- kielégíthetőség

Egy formula kielégíthető, ha van a változóknak olyan helyettesítése, amikre a formula értéke igaz.
- kielégíthetetlenség

Egy formula kielégíthetetlen, ha nincs a változóknak olyan helyettesítése, amikre a formula értéke igaz.
- következményreláció
- cáfolhatatlanság

Egy formula cáfolhatatlan, ha sohasem hamis.
- érvényesség

Egy formula érvényes, ha mindig igaz.

### Az értékrés öröklődése
- Ha a deskripció csak egy individuumra igaz, akkor a jelölet az adott individuum; egyébként a jelölet a nullentitás.
- Ha egy atomi formula olyan terminust tartalmaz, aminek jelölete a nullentitás, akkor a formulának nincs igazságértéke (értékrés)
- Ha egy formula igazságérték nélküli, akkor tagadása is igazságérték nélküli. Ha egy konjunkció, diszjunkció, implikáció, ekvivalencia egyik tagjának nincs igazságértéke, akkor az egésznek sincs igazságértéke.
- Az igazságérték hiánya a kvantorokon át is továbböröklődik.
- Ha egy állítást ellátunk a + funktorral, akkor az így kapott állítás igazságértéke igaz, ha az eredeti állítás igaz volt, és hamis, ha nem (hamis, vagy igazságérték nélküli).

## A modális logika szemantikájában
Az értékréses modális logikában az értékrés tovább öröklődik a modális funktorokon át is.
Az értékréses modális logikai világaiban az értékrés figyelembe vételével néhány fontos formula jelentése módosul. Így {\displaystyle \lnot \Diamond \lnot A} jelentése: A egy világban sem hamis. Hasonlóan, {\displaystyle \lnot \Box \lnot A} jelentése: A néhány világban nem hamis.
A nulladrendű értékréses modális logikát Q-rendszernek is nevezik.
Bármely modális kalkulus szerint felépíthető elsőrendű értékréses modális rendszer. 

### Az értékrés forrásai
Az igazságérték hiányának több oka lehet. Az egyik a jelölet nélküli nevek esete; a másik pedig az, hogy bizonyos világokban nem minden predikátum alkalmazható minden individuumra. Például az emberek halmazán nem alkalmazhatók matematikai predikátumok, vagy a számok halmazán színpredikátumok.
Az értékréses modális világokban nincs világ értékrés nélkül. Például az „Ez a mondat hamis.” állításnak egy világban sem lehet igazságértéke.

### Felépítése
- A változók halmaza ugyanaz, mint egyébként.
- A deskriptív konstansok halmaza névkonstansokat és predikátumokat tartalmaz.
- A változók és a névkonstansok terminusok.
- Ha A formula, és x változó, akkor Ix(A) terminus.
- Ha egy predikátumba terminusokat helyettesítünk, akkor formulát kapunk.
- Ha t1 és t2 terminus, akkor t1 = t2 formula.
- Ha {\displaystyle A} formula, akkor {\displaystyle \lnot A}, {\displaystyle +A}, {\displaystyle \Diamond A} formula
- Ha {\displaystyle A} és {\displaystyle B} formula, akkor {\displaystyle A\Rightarrow B} is formula.
- Ha A formula, és x változó, akkor {\displaystyle \exists xA} formula.
- Modalizált formulák:
  - Ha A formula, akkor {\displaystyle +A}, {\displaystyle \Diamond A} modalizált formula
  - Ha A modalizált formula, akkor {\displaystyle \lnot A}, {\displaystyle \exists xA}, és {\displaystyle A\Rightarrow B} is modalizált formula.

Az itt nem szereplő egyéb funktorokat definícióval vezetik be.
A változókat és a névkonstansokat merev terminusoknak nevezik. Ezek értéke minden világban ugyanaz, vagy eltűnik. A deskripciók nem merev terminusok; szintén nem merevek azok a terminusok, amik deskripciót tartalmaznak.
Helyettesíthetőség szempontjából a modalizált formulákra a következőket kell kikötni: ha a formulában x-nek van szabad modalizált előfordulása, akkor x helyére csak merev terminus helyettesíthető.

### Interpretáció
Egy interpretáció kielégíti a következőket:
- W a lehetséges világok nem üres halmaza.
- R láthatósági reláció.
- U az individuumok halmaza.
- {\displaystyle \Theta } nullentitás, ami nem eleme az individuumok halmazának.
- d a W halmazon értelmezett függvény, ami megmondja, hogy egy világban milyen individuumok fordulnak elő.
- {\displaystyle \varphi } a deskriptív konstansok halmazán definiált interpretálófüggvény. Névkonstansokra alkalmazva individuumot ad vissza. Egy adott világban predikátumnak az adott világban létező individuumot, vagy nullentitást feleltet meg. Ha P mondatparaméter, akkor igazságértéket ad vissza, ami csak a világtól függ.

Az R láthatósági relációra különböző kikötéseket lehet tenni, ezzel különböző értékréses modális rendszerekhez lehet jutni.

### Kvantifikáció
Az értékréses modális rendszerekben kétféle univerzális kvantor használható.
- Gyenge univerzális kvantor

Definíció: {\displaystyle \lnot \exists x\lnot A}
Ezt a kvantort azért nevezik gyengének, mert ha d(w) üres, akkor értéke igaz a w világban.
- Erős univerzális kvantor

Degenerálja az állítást, ha d(w) üres. Ez jobban megfelel az értékréses szemléletnek.
Definiálásához egy új fogalom kell, ami szintén csak értékréses logikában létezhet.
Jelölje {\displaystyle \uparrow } a következő formulát:
{\displaystyle \exists y(}I{\displaystyle (x=y)=y)}
Elfajulása az individuumtartomány ürességét jelzi.
Ezzel az erős univerzális kvantor így fejezhető ki:
{\displaystyle \forall xA=\uparrow \Rightarrow \lnot \exists x\lnot A}

### Néhány logikai törvény
- A modus ponens szabálya nem örökíti a cáfolhatatlanságot, de az igazságot és vele az érvényességet igen.
- Azok a sémák, amik a nulladrendű logikában érvényesek, nem mind érvényesek az értékréses rendszerekben. Viszont cáfolhatatlanságuk megmarad.
- Ha A cáfolhatatlan, akkor erős vagy gyenge univerzális kvantorral ellátva is cáfolhatatlan.
- Modális törvények
  - Ha A cáfolhatatlan, akkor {\displaystyle \lnot \Diamond \lnot A} érvényes.
  - Ha A érvényes, akkor {\displaystyle \Box A} is érvényes.
  - {\displaystyle \Box (A\Rightarrow B)\Rightarrow \Box A\Rightarrow \Box B} érvényes, ha {\displaystyle \Box } erős szükségszerűséget jelent; ha {\displaystyle \Box } gyenge szükségszerűséget jelöl, akkor cáfolható.
  - Ha {\displaystyle A\Rightarrow B} érvényes, akkor {\displaystyle \Diamond A\Rightarrow \Diamond B} és {\displaystyle \Box A\Rightarrow \Box B} is érvényes.

### Modális törvények azRláthatósági reláció tulajdonságainak függvényében
Az R láthatósági reláció különböző tulajdonságai különböző cáfolhatatlan sémákhoz vezetnek:
- R reflexív

A {\displaystyle \Box A\Rightarrow A}, {\displaystyle \lnot \Diamond \lnot A\Rightarrow A}, és az {\displaystyle A\Rightarrow \Diamond A} sémák cáfolhatatlanok
- R minden világhoz hozzárendel legalább egy másik világot

{\displaystyle \Box A\Rightarrow \Diamond A} érvényes, de {\displaystyle \lnot \Diamond \lnot A\Rightarrow \Diamond A} cáfolható.
- R tranzitív

{\displaystyle \Box A\Rightarrow \Box \Box A} és {\displaystyle \Diamond \Diamond A\Rightarrow \Diamond A} érvényes.
- R szimmetrikus

{\displaystyle A\Rightarrow \Box \Diamond A} és {\displaystyle \Diamond \Box A\Rightarrow A} cáfolhatatlan.
- R ekvivalenciareláció

{\displaystyle \Diamond \Box A\Rightarrow \Box A} és {\displaystyle \Diamond A\Rightarrow \Box \Diamond A} érvényes.